# Ferchromid
Ferchromid ist ein sehr selten vorkommendes Mineral aus der Mineralklasse der „Elemente“ mit der chemischen Zusammensetzung Cr1,5Fe0,2 und damit chemisch gesehen eine natürliche Legierung aus Chrom und Eisen.
Ferchromid kristallisiert im kubischen Kristallsystem, konnte bisher jedoch nur in Form kleiner Körner und Mineral-Aggregate von bis zu einigen hundert Mikrometern Größe entdeckt werden. Das in jeder Form undurchsichtige (opake) Mineral ist von hellgrauer bis grauweißer Farbe und zeigt auf den Kornoberflächen einen metallischen Glanz.

## Etymologie und Geschichte
Erstmals entdeckt wurde Ferchromid zusammen mit Chromferid in der Gold-Lagerstätte Efim im Kumak-Erzfeld etwa 110 km östlich von Orsk in der Oblast Orenburg im russischen Föderationskreis Wolga. Die Analyse und Erstbeschreibung erfolgte durch M. I. Nowgorodowa, A. I. Gorschkow, N. W. Trubkin, A. I. Zepin und M. T. Dmitrijewa (russisch: М. И. Новгородова, А. И. Горшков, Н. В. Трубкин, А. И. Цепин, М. Т. Дмитриева), die das Mineral nach dessen chemischer Zusammensetzung aus Eisen (lateinisch Ferrum) und Chrom benannten.
Das Mineralogenteam um Nowgorodowa reichte seine Untersuchungsergebnisse und den gewählten Namen 1984 zur Prüfung bei der International Mineralogical Association ein (interne Eingangs-Nr. der IMA: 1984-022), die den Ferchromid als eigenständige Mineralart anerkannte. Die Publikation der Erstbeschreibung folgte zwei Jahre später im russischen Fachmagazin Sapiski Wsessojusnogo Mineralogitscheskogo Obschtschestwa (russisch Записки Всесоюзного Минералогического Общества, englisch Zapiski Vsesoyuznogo Mineralogicheskogo Obshchestva) und wurde 1988 mit der Publikation der New Mineral Names im englischsprachigen Fachmagazin American Mineralogist nochmals bestätigt.
Die ebenfalls von der IMA/CNMNC anerkannte Kurzbezeichnung (auch Mineral-Symbol) von Ferchromid lautet „Fcr“.
Das Typmaterial des Minerals wird im Mineralogischen Museum, benannt nach A. J. Fersman (FMM) der Russischen Akademie der Wissenschaften in Moskau aufbewahrt.

## Klassifikation
Da der Ferchromid erst 1984 als eigenständiges Mineral anerkannt wurde, ist er in der seit 1977 veralteten 8. Auflage der Mineralsystematik nach Strunz noch nicht verzeichnet.
Im zuletzt 2018 überarbeiteten und aktualisierten Lapis-Mineralienverzeichnis nach Stefan Weiß, das sich im Aufbau noch nach dieser alten Form der Systematik von Karl Hugo Strunz richtet, erhielt das Mineral die System- und Mineral-Nr. I/A.06-020. In der „Lapis-Systematik“ entspricht dies der Klasse der „Elemente“ und dort der Abteilung „Metalle und intermetallische Verbindungen“, wo Ferchromid zusammen mit Chrom, Chromferid, Tantal, Titan und Wolfram eine eigenständige, aber unbenannte Gruppe bildet.
Die von der IMA zuletzt 2009 aktualisierte 9. Auflage der Strunz’schen Mineralsystematik ordnet den Ferchromid ebenfalls in die Abteilung „Metalle und intermetallische Verbindungen“ ein. Diese ist allerdings weiter unterteilt nach den in der Verbindung vorherrschenden Metallen, die entsprechend ihrer verwandten Eigenschaften in Metallfamilien eingeteilt wurden. Ferchromid ist hier entsprechend seiner Zusammensetzung in der Unterabteilung „Eisen-Chrom-Familie“ zu finden, wo er zusammen mit Chromferid und Wairauit die „Wairauitgruppe“ mit der System-Nr. 1.AE.15 bildet.
In der vorwiegend im englischen Sprachraum gebräuchlichen Systematik der Minerale nach Dana hat Ferchromid die System- und Mineralnummer 01.01.12.03. Dies entspricht der Klasse und gleichnamigen Abteilung der „Elemente“. Hier ist er zusammen mit Chrom und Chromferid in der unbenannten Gruppe 01.01.12 innerhalb der Unterabteilung „Elemente: Metallische Elemente außer der Platingruppe“ zu finden.

## Chemismus
Die von den Erstbeschreibern angegebene chemische Zusammensetzung für Ferchromid Cr1,5Fe0,5−x mit x = 0,3 – in anderen Quellen wie unter anderem im Handbook of Mineralogy wird die Formel auch mit dem ganzzahligen Stoffmengenverhältnis Cr3Fe1−x mit x = 0,6 angegeben – entspricht einem variierenden Verhältnis von Chrom (Cr) zu Eisen (Fe) zwischen 1,5 : 0,5 und 1,5 : 0,2 beziehungsweise 3 : 1 und 3 : 0,4. Von der IMA wird die Formel Cr1,5Fe0,2 mit dem Mindestgehalt an Eisen angegeben.
Die Schwankung des Eisengehaltes wird dadurch verursacht, dass bei natürlichen Ferchromidproben nicht immer alle Gitterplätze in der Kristallstruktur besetzt sind. Entsprechend repräsentiert die Angabe x = 0,3 das Verhältnis der Leerstellen, was mit der verfeinerten Formel Cr1,5Fe0,2◻0,3 ausgedrückt wird. Die Mikrosondenanalyse am Typmaterial aus der Gold-Lagerstätte Efim ergab eine durchschnittliche Zusammensetzung mit einem Massenanteil (Gewichts-%) von 87,58 Gew.-% Cr (87,53–87,63) und 12,60 Gew.-% Fe (12,55–12,65).

## Kristallstruktur
Ferchromid kristallisiert in der kubischen Raumgruppe Pm3m (Raumgruppen-Nr. 221) mit dem Gitterparameter a = 2,88 Å sowie einer Formeleinheit pro Elementarzelle.

## Eigenschaften
Auf Grund des enthaltenen Eisens ist das Mineral ferromagnetisch.

## Bildung und Fundorte
Ferchromid bildete sich in Quarzadern, die sich in Brekzien aus Amphibolen oder Schiefer befinden. Als Begleitminerale traten unter anderem gediegen Eisen, Kupfer, Bismut und Gold sowie Chromferid, Graphit, Cohenit, Halit, Sylvin und Marialith auf.
Außer an seiner Typlokalität, der Gold-Lagerstätte Efim in der Oblast Orenburg fand sich das Mineral bisher nur noch in der Seifen-Lagerstätte Verkhneivinsk am Fluss Neiwa und auf einer Schlackenhalde bei Klyuchevskii Zavod nahe Syssert (auch Sysert oder Syssertsk) in der zum Ural gehörenden Oblast Swerdlowsk sowie in Frankreich an einer Seifenlagerstätte am Reyssouze bei Lescheroux (Auvergne-Rhône-Alpes) und am „Napoléon-Strand“ bei Port-Saint-Louis-du-Rhône (Provence-Alpes-Côte d’Azur).